# Mars 1752
Cette page présente les faits marquants du mois de mars 1752.

## Événements
- 28 mars - 13 juin : Dupleix est mis en échec au siège de Trichinopoly dans le conflit entre Britanniques et Français en Inde[1].